# لورنس بروس روبرتسون
لورانس بروس روبرتسون هو جراح كندى طّور طرقًا لنقل الدم أثناء إصابات أرض المعارك خلال الحرب العالمية الأولى.

## النشأة وتعليمه
درس روبرتسون الطب في جامعة تورنتو، وتخرج في عام 1909. عمل روبرتسون بعد تخجه في مستشفى الأطفال في تورونتو.

## حياته المهنية
تدرب روبرتسون لاجتياز اختبارات الدراسات العليا في بوسطن ونيويورك، حيث درس طرق نقل الدم في مستشفى بيليفو، خلال فترة لم تكن تلك التقنية مقبولة على نطاق واسع لاستخدامها في الجراحة. عاد روبرتسون إلى كندا في عام 1913، وعمل في مستشفى الأطفال في تورونتو، حيث درّس العمليات التي تعلمها لأطباء آخرين. ومع اندلاع الحرب، جُند روبرتسون في القوات المسلحة في عام 1914.
في تشرين الأول / أكتوبر 1915، استخدم روبرتسون طريقة نقل الدم بالحقن التي تعلمها في نيويورك لإجراء نقل الدم، وتوفير الدم للمريض الذي يعاني من جروح الشظايا. بعد أربع عمليات نقل ناجحة على مدى عدة أشهر، قدم نتائجه إلى السير والتر مورلي فليتشر، مدير لجنة البحوث الطبية. في عام 1916 كتب مقالًا للمجلة الطبية البريطانية يصف نتائجه، بعنوان «نقل الدم الكامل: اقتراح لمزيد من تجربته في جراحات الحروب». أقنع روبرتسون السلطات البريطانية لقبول ممارسة نقل الدم جنبًا إلى جنب مع التحسينات في العملية التي وضعها الطبيب البريطاني إدوارد وليام أرشيبالد. في عام 1917 أنشأ روبرتسون جهاز نقل الدم في محطة علاج الإصابات الثانية في فرنسا.
وعقب الحرب، عاد روبرتسون إلى تورونتو. في عام 1920، أصبح جراحًا للعظام في مستشفى ديفيسفيل العسكري.
توفي روبرتسون بسبب الالتهاب الرئوي في عام 1923 وهو في سن ال 38.

## الحياة الشخصية
تزوج روبرتسون من إنيد جوردون (ني فينلي) غراهام، أخصائية العلاج الطبيعي. وأنجبا طفلين.